# 음력 1월 12일
음력 1월 12일은 음력 1월의 12번째 날이다.

## 문화
- 1953년 - 옥구선이 개통됨.
- 1958년 - 중화인민공화국 베이징 수도 국제공항 개항.
- 2004년 -
  - K리그의 안양 LG 치타스가 서울특별시로 연고이전을 하여 FC 서울로 변경됐다.
  - 케이블TV 채널 온 스타일(현 Olive) 개국.

## 탄생
- 1904년 - 대한민국의 화가 이응노.
- 1953년 - 대한민국의 배우 김영철.
- 1967년 - 대한민국의 음악가 노영심.
- 1973년 - 대한민국의 배우 김성민.
- 1974년 - 대한민국의 방송인 김제동.
- 1980년 - 대한민국의 가수 윤민수.
- 1982년 - 대한민국의 가수 휘성.
- 1988년 - 대한민국의 배우 손수현.
- 1991년
  - 대한민국의 래퍼 CL (2NE1).
  - 대한민국의 가수 이창섭 (비투비).
- 1993년 - 대한민국의 래퍼 피오 (블락비).
- 1994년 - 대한민국의 가수 웬디 (레드벨벳).
- 1998년 - 대한민국의 배우 노태엽.

## 같이 보기
- 음력 360일: 1월 2월 3월 4월 5월 6월 7월 8월 9월 10월 11월 12월
- 전날:1월 11일 다음날:1월 13일 - 전달:12월 12일 다음달:2월 12일
- 양력:1월 12일
- 음력, 윤달